# Ogrodniki (rejon bereski)
Ogrodniki (biał. Агароднікі, Aharodniki; ros. Огородники, Ogorodniki) – wieś na Białorusi, w obwodzie brzeskim, w rejonie bereskim, w sielsowiecie Sokołów.
Współcześnie miejscowość obejmuje także dawną wieś Sokołów Nowy.

## Historia
W XIX i w początkach XX w. położone były w Rosji, w guberni grodzieńskiej, w powiecie słonimskim, w gminie Piaski.
W dwudziestoleciu międzywojennym leżały w Polsce, w województwie poleskim, w powiecie kosowskim/iwacewickim, w gminie Piaski. W 1921 Ogrodniki liczyły 445 mieszkańców, zamieszkałych w 86 budynkach, w tym 410 Białorusinów i 35 Polaków. 410 mieszkańców było wyznania prawosławnego i 35 rzymskokatolickiego. Sokołów Nowy liczył zaś 95 mieszkańców, zamieszkałych w 21 budynkach, w tym 83 Białorusinów i 12 Polaków. 83 mieszkańców było wyznania prawosławnego i 12 rzymskokatolickiego.
Po II wojnie światowej w granicach Związku Sowieckiego. Od 1991 w niepodległej Białorusi.